# Yukhoe

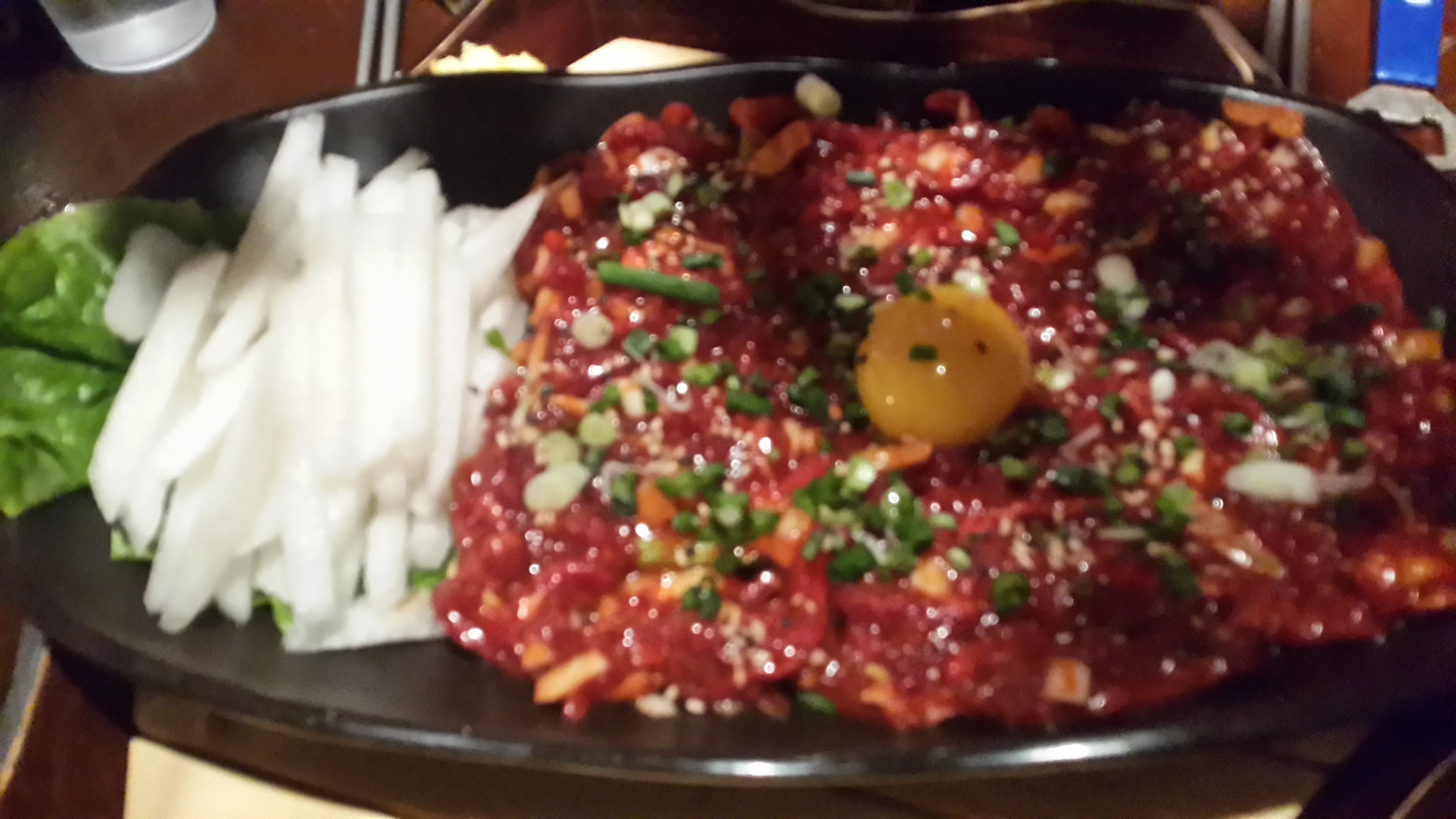
Yukhoe, normalmente con pera.

Yukhoe alude a una variedad de hoe, platos crudos de la gastronomía de Corea que suelen hacerse de ternera cruda picada condimentada con varias especias o salsas. El corte usado para el yukhoe es el redondo. Para condimentar se emplea salsa de soja, azúcar, sal, aceite de sésamo, cebolleta, ajo picado, semilla de sésamo, pimienta negra y zumo de bae (pera china). Encima de la carne se pone un huevo crudo, de forma parecida al filete tártaro. El yukhoe se acompaña con hoejeup (회즙), una salsa para mojar a base de gochujang (guindilla).
Además de carne, el yukhoe también puede hacerse con asaduras crudas, como hígado, riñón, corazón, cheoryeop (omaso) o gopchang (intestino delgado), en cuyo caso el plato se llama gaphoe (갑회) en coreano. Los ingredientes deben limpiarse bien y salarse, después se enjuagan y secan para eliminar cualquier olor.

## En libros de recetas antiguos
Según la receta de yukhoe recogida en el Siuijeonseo (시의전서), un libro de recetas coreano escrito sobre finales del siglo XIX, se remojan láminas finas de buey tierno para eliminar la sangre, y luego se trituran finamente. La carne picada se marina en una salsa mezcla de cebolleta cortada, ajo picado, pimiento molido, aceite, miel, piñones, sésamo y sal. Su salsa para mojar, chogochujang (초고추장, guindilla mezclada con vinagre y azúcar) puede adaptarse al gusto, añadiendo los comensales más pimiento o miel.